# Carl Schad
Carl Schad (* 10. Mai 1880 in Bamberg; † 27. März 1931 in Regensburg) war ein deutscher Architekt.

## Leben
Carl Schad war der Sohn des Kuttlermeisters Georg Schad. Er besuchte die Realschule in Bamberg (1890–1896) und die Industrieschule in Nürnberg (1896–1898). Anschließend studierte er Architektur an der Technischen Hochschule in München. Danach war er zwei Jahre am Landbauamt Bamberg tätig. Zum Wintersemester 1904/05 wurde er Assistent an der Lehrkanzel für Hochbaukonstruktion bei Emil Edler von Mecenffy. Danach war er bei der Münchener Lokalbaukommission für Schwabing-West für die Beaufsichtigung von Baustellen zuständig. Zum 1. Dezember 1911 wurde er Bauinspektor beim Fürsten zu Thurn und Taxis in Regensburg, zunächst unter Max Schultze. Zum 1. Dezember 1912 wurde er Oberbauinspektor, zum 15. Februar 1913 Leiter des fürstlichen Bauwesens als Nachfolger von Schultze. Er war für den Erhalt und Umbaumaßnahmen in Schloss St. Emmeram zuständig. 1922/23 errichtete er das Beamtenwohnheim am Ägidienplatz 7. In den Jahren 1929/30 entwarf und baute er die  Herz-Jesu-Kirche in Regensburg.

## Veröffentlichungen
- Max Schultze. Ein Strauß auf den Tisch des Siebzigjährigen. In: Die Oberpfalz. 9, 1915, ISSN 0342-9873, S. 91–96.
- Max Schultze, fürstlich Thurn- und Taxisscher Oberbaurat. In: Regensburger Anzeiger. 1925, Nr. 99, ZDB-ID 1275923-5.
- Keim, Carl Victor. In: Hans Vollmer (Hrsg.): Allgemeines Lexikon der Bildenden Künstler von der Antike bis zur Gegenwart. Begründet von Ulrich Thieme und Felix Becker. Band 20: Kaufmann–Knilling. E. A. Seemann, Leipzig 1927, S. 74 (Textarchiv – Internet Archive).